# Tibor Maracskó
Tibor Maracskó (Székesfehérvár, 8 settembre 1948) è un ex pentatleta ungherese.

## Palmarès
In carriera ha conseguito i seguenti risultati:
- Giochi olimpici:

Montréal 1976: bronzo nel pentathlon moderno a squadre.
Mosca 1980: argento nel pentathlon moderno a squadre.
- Mondiali:

Londra 1973: bronzo nel pentathlon moderno a squadre.
Mosca 1974: argento nel pentathlon moderno a squadre.
Città del Messico 1975: oro nel pentathlon moderno a squadre.
San Antonio 1977: bronzo nel pentathlon moderno a squadre.
Budapest 1979: argento nel pentathlon moderno a squadre.